# 環境技術
環境技術（かんきょうぎじゅつ）とは、人為的な活動が原因となって引き起こされる環境への影響が問題となる場合に、それらを回避、低減、管理するための技術である。

## 構成
環境技術の構成を厳密に定義することは難しいが、おおよそ以下のような技術から成り立っている。

### 保全技術
一般には「環境保全技術」などと呼ばれる技術であり、ヒトが経済活動や生活を行う過程で生じる環境の変化（環境負荷）をそもそも起こさない、または低減・抑制するなどして最小限に止めるような技術を指す。
省エネルギー技術やリサイクル技術などが含まれる。

### 対応技術
環境問題対応技術は、すでに生じた環境変化に対応して、ヒトが社会生活で受ける悪影響を最小限にする技術である。
温暖化に対応した新たな農業技術や、土壌汚染に対する浄化技術などが含まれる。

### 周辺技術
保全や対応のための環境技術を支える周辺技術全般の技術である。
環境への影響を調査分析する技術のように各種の個別の技術や、産業界や金融界、公的な研究機関に加えて、中央政治と自治体、地域住民などが関与する広範なネットワークのような環境問題を解決するための社会システム／インフラ作りなども含まれる。

## 問題領域による分類
- 化学物質汚染
  - 大気汚染
  - 水質汚染
  - 土壌汚染
  - ダイオキシン
  - アスベスト
  - 放射能汚染
- 生活環境
  - 騒音・振動
- 局所的な汚染
  - 石綿[1]